# Enrique Monsonís
Enrique Monsonís Domingo (ur. 28 czerwca 1931 w Burrianie, zm. 7 października 2011) – hiszpański polityk, prezydent Walencji (1979–1982), poseł do Parlamentu Europejskiego (2003–2004).

## Życiorys
Urodził się w rodzinie eksportera pomarańczy zabitego podczas wojny domowej. Młodość spędził w Niemczech, gdzie zajmował się eksportem produktów rolnych oraz założył własną sieć sklepów „Hispal”. Działał w FDP, był przewodniczącym izby handlowej we Frankfurcie. Od 1962 stał na czele honorowego konsulatu Hiszpanii w Badenii-Wirtembergii. Po powrocie do Hiszpanii przyłączył się do inicjatywy Federación de Partidos Demócratas y Liberales Joaquína Garriguesa Walkera, która później współtworzyła Unię Demokratycznego Centrum. W 1983 znalazł się wśród członków Demokratycznej Partii Liberalnej Antonia Walkera. Był asystentem i doradcą wicepremiera Fernanda Abrila Martorella.
W kwietniu 1978 objął funkcję ministra (consejero) rolnictwa Walencji w radzie tego regionu (poprzedniczki Generalidad Valenciana). Pełnił ją do 1979, gdy został ministrem ds. ekonomii i budżetu, spraw wewnętrznych, pracy, prac publicznych oraz spraw komunalnych i turystyki.
W 1979 objął urząd premiera Walencji jako następca Josepa Lluísa Albiñany, a po zaaprobowaniu konstytucji Walencji został prezydentem Generalidad Valenciana. Od 1977 do 1982 zasiadał w Kongresie Deputowanych I i II kadencji.
W marcu 2003 z ramienia Koalicji Europejskiej objął mandat europosła na kilkanaście miesięcy jako następca Isidora Sáncheza. Związał się z Grupą Europejskiej Liberalno-Demokratycznej Partii Reform. Był członkiem Komisji Polityki Regionalnej, Transportu i Turystyki, w PE V kadencji zasiadał do lipca 2004. W tym samym roku sprzeciwił się wspólnej liście Unión Valenciana z Partią Ludową.